# Anicet Charles Gabriel Lemonnier

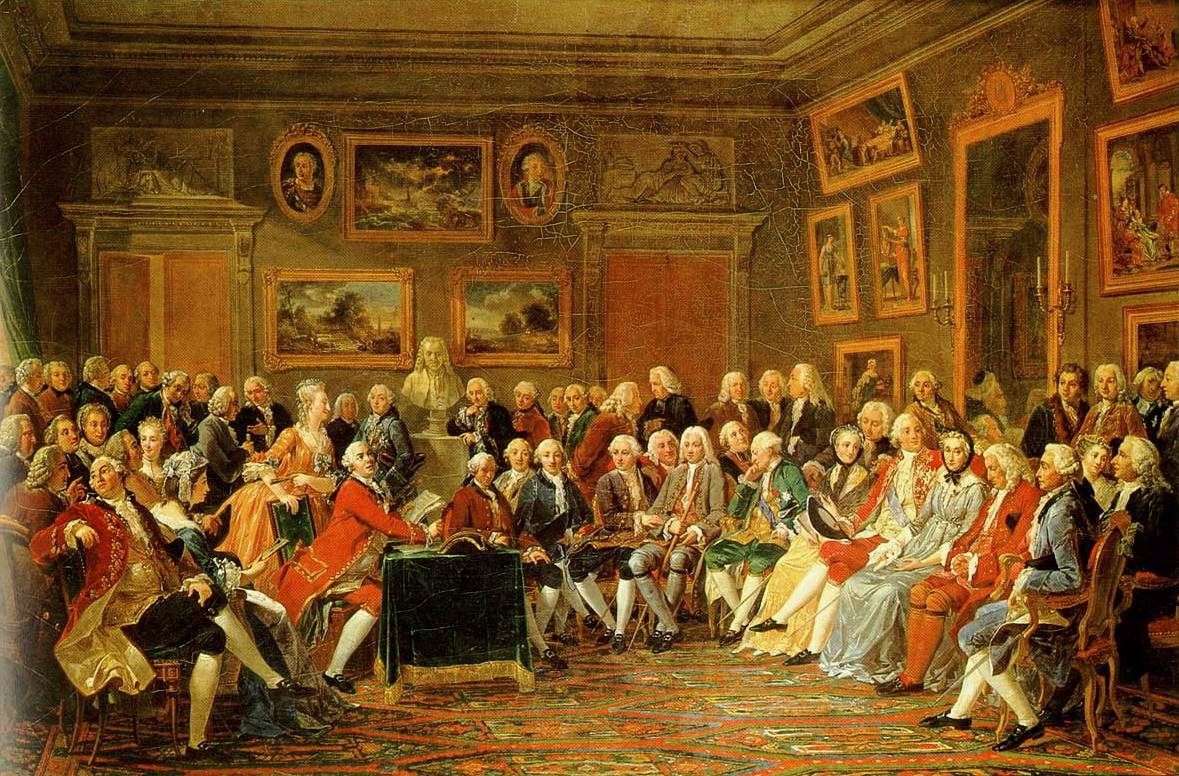
Lectura de la tragedia "El huérfano de la China" de Voltaire en el salón de madame Geoffrin, 1812, óleo sobre lienzo, 129,5 x 196 cm, Castillo de Malmaison. Encargado por la emperatriz Josefina de Beauharnais, entre los asistentes y en presencia de un busto de Voltaire, entonces exiliado, están representados Montesquieu, Rousseau, los enciclopedistas y numerosos otros pensadores ilustrados.

Anicet Charles Gabriel Lemonnier fue pintor de historia, nacido en Ruan en 1743. 
Fue condiscípulo del célebre David y ganó el primer premio de pintura en 1770 en una de las academias de Viena. Un viaje que hizo a Italia como pensionista perfeccionó su gusto y natural talento para la pintura y muy en breve los cuadros de San Carlos Borromeo y de Cleómbroto I, dieron a conocer al joven artista. En 1789 se le admitió socio de la academia de pintura; durante la revolución fue nombrado vocal de la comisión de monumentos y en 1810 administrador de la fábrica de tapices de la corona. Después de haber consagrado a su arte los últimos años de su vida, murió en París en 1824.

## Obra
Entre las obras admirables de este artista, son señaladas como las mejores:
- Lectura en casa de Mad. Geoffrin
- Francisco I recibiendo en Fontainebleau el cuadro de la Sagrada Familia de Rafael
- Luis XIV asistiendo a la inauguración de la estatua de Milon de Crotona.

Estos tres cuadros que representan a personajes ilustres de los últimos siglos, fueron comprados por el príncipe Eugenio para colocarlos en la galería de Múnich. El museo de Ruan tiene otros doce cuadros de Lemonnier, cuyo principal mérito consiste en la exactitud de los caracteres que representan, en la hermosa expresión de las cabezas y mucho arte en las ropas. Su hijo publicó una Noticia sobre su vida y sus obras, París, 1824, en 8°.